# Walter Pidgeon
Walter Davis Pidgeon (23 septembrie 1897, Saint John, Noul Brunswick – 25 septembrie 1984, Santa Monica, California) a fost un actor canadian, care a jucat în numeroase producții cinematografice cum ar fi Mrs. Miniver, The Bad and the Beautiful, Forbidden Planet, Advise & Consent, Voyage to the Bottom of the Sea, Funny Girl și Harry in Your Pocket.

## Filmografie selectivă
- 1951 The Unknown Man (The Unknown Man), regia Richard Thorpe
- 1962 Doi colonei (I due colonnelli), regia Steno
- 1973 The Neptune Factor

## Legături externe
- Walter Pidgeon la Internet Movie Database
- en Walter Pidgeon la Internet Broadway Database
- New York Times obituary
- Walter Pidgeon TCM biography
- Walter Pidgeon - Find a Grave